# Tephrina arenularia
Tephrina arenularia là một loài bướm đêm trong họ Geometridae.